# Nasrydzi
Dynastia Nasrydów – ostatnia dynastia arabska w Hiszpanii panująca w Emiracie Granady w okresie 1237–1492.

## Emirowie Grenady z dynastii Nasrydów
- 1237[1] - 1273 Muhammad I
- 1273 - 1302 Muhammad II
- 1302 - 1309 Muhammad III
- 1309 - 1314 Nasr
- 1314 - 1325 Ismail I
- 1325 - 1333 Muhammad IV
- 1333 - 1354 Jusuf I
- 1354 - 1359 Muhammad V
- 1359 - 1360 Ismail II
- 1360 - 1362 Muhammad VI
- 1362 - 1391 Muhammad V
- 1391 - 1392 Jusuf II
- 1392 - 1408 Muhammad VII
- 1408 - 1417 Jusuf III
- 1417 - 1419 Muhammad VIII
- 1419 - 1427 Muhammad IX
- 1427 - 1429 Muhammad VIII
- 1429 - 1431 Muhammad IX
- 1432 Jusuf IV
- 1432 - 1445 Muhammad IX
- 1445 Muhammad X
- 1445 - 1446 Jusuf V
- 1446 - 1448 Muhammad X
- 1448 - 1453 Muhammad IX
- 1453 - 1455 Muhammad XI
- 1455 - 1462 Sad
- 1462 Jusuf V
- 1462 - 1464 Sad
- 1464 - 1482 Ali
- 1482 - 1483 Muhammad XII
- 1483 - 1485 Ali
- 1485 - 1487 Muhammad XIII
- 1487 - 1492 Muhammad XII